# Лоїс Діоні
Лоїс Діоні (фр. Loïs Diony, нар. 20 грудня 1992, Мон-де-Марсан) — французький футболіст, нападник клубу «Анже».

## Ігрова кар'єра
Народився 20 грудня 1992 року в місті Мон-де-Марсан в родині мартиніканського походження. Лоїс почав займатися футболом у рідному місті. У 12 років відправився в школу «Бордо», де провів сім років. Потім опинився в академії «Нанта». Сезон 2012/13 Діоні провів у складі «канарок», виступаючи здебільшого за резервну команду, а потім повернувся в рідний «Мон-де-Марсан», де забив 9 м'ячів у 15 матчах першого кола і звернув на себе увагу кількох професійних клубів.
У їх числі був «Діжон», де Діоні провів два з половиною сезони, поступово ставши ключовим гравцем команди. В останньому з них він забив 10 м'ячів в 35 матчах Ліги 1, що допомогло клубу зберегти прописку у вищому французькому дивізіоні.
7 липня 2017 року підписав чотирирічний контракт з «Сент-Етьєном». 5 січня 2018 року Лоїс приєднався до англійського «Бристоль Сіті» на правах оренди з можливістю викупу за 10 мільйонів фунтів стерлінгів. Втім період в Англії для Лоїса виявився невдалим — він зіграв всього сім ігор і не забив жодного голу за клуб.
Повернувшись влітку до «Сент-Етьєна», Діоні розпочав сезон 2018/19 як гравець основи, але наприкінці сезону втратив місце в стартовому складі. На початку сезону 2019/20 він дуже мало грав, вийшовши на поле лише двічі за перші три місяці. Новий тренер клубу Клод Пюель пояснює це тим, що хоче показати, що Діоні потрібно більше працювати.

## Статистика виступів

### Статистика клубних виступів
| Сезон                  | Команда                | Чемпіонат              | Чемпіонат | Чемпіонат | Національний кубок | Національний кубок | Національний кубок | Континентальні кубки | Континентальні кубки | Континентальні кубки | Інші змагання | Інші змагання | Інші змагання | Усього | Усього | Усього |
| Сезон                  | Команда                | Ліга                   | Ігор      | Голів     | Ліга               | Ігор               | Голів              | Ліга                 | Ігор                 | Голів                | Ліга          | Ігор          | Голів         | Ігор   | Голів  |        |
| ---------------------- | ---------------------- | ---------------------- | --------- | --------- | ------------------ | ------------------ | ------------------ | -------------------- | -------------------- | -------------------- | ------------- | ------------- | ------------- | ------ | ------ | ------ |
| 2012–13                | «Нант»                 | Л2 (ІІ)                | 1         | 0         | КФ+КЛ              | 1+0                | 0                  |                      | -                    | -                    |               | -             | -             | 2      | 0      |        |
| 2013–14                | «Мон-де-Марсан»        | ЧФА (IV)               | 13        | 8         | КФ                 | 2                  | 1                  |                      | -                    | -                    |               | -             | -             | 15     | 9      |        |
| 2013–14                | «Діжон»                | Л2 (ІІ)                | 10        | 3         | КФ+КЛ              | -                  | -                  |                      | -                    | -                    |               | -             | -             | 10     | 3      |        |
| 2014–15                | «Діжон»                | Л2 (ІІ)                | 33        | 3         | КФ+КЛ              | 1+2                | 1+1                |                      | -                    | -                    |               | -             | -             | 36     | 5      |        |
| 2015–16                | «Діжон»                | Л2 (ІІ)                | 29        | 11        | КФ+КЛ              | 1+3                | 0+3                |                      | -                    | -                    |               | -             | -             | 33     | 14     |        |
| 2016–17                | «Діжон»                | Л1                     | 35        | 11        | КФ+КЛ              | 2+1                | 1+0                |                      | -                    | -                    |               | -             | -             | 38     | 12     |        |
| Усього за «Діжон»      | Усього за «Діжон»      | Усього за «Діжон»      | 107       | 28        |                    | 10                 | 6                  |                      | -                    | -                    |               | -             | -             | 117    | 34     |        |
| 2017–січ. 18           | «Сент-Етьєн»           | Л1                     | 16        | 0         | КФ+КЛ              | 1+0                | 0+0                |                      | -                    | -                    |               | -             | -             | 17     | 0      |        |
| січ.–чер. 2018         | «Бристоль Сіті»        | Ч (II)                 | 7         | 0         | КА+КЛ              | -                  | -                  |                      | -                    | -                    |               | -             | -             | 7      | 0      |        |
| 2018–19                | «Сент-Етьєн»           | Л1                     | 30        | 5         | КФ+КЛ              | 2+0                | 2+0                |                      | -                    | -                    |               | -             | -             | 32     | 7      |        |
| Усього за «Сент-Етьєн» | Усього за «Сент-Етьєн» | Усього за «Сент-Етьєн» | 46        | 5         |                    | 3                  | 2                  |                      | -                    | -                    |               | -             | -             | 49     | 7      |        |
| Усього за кар'єру      | Усього за кар'єру      | Усього за кар'єру      | 174       | 41        |                    | 16                 | 9                  |                      | -                    | -                    |               | -             | -             | 190    | 50     |        |

## Титули і досягнення
- Чемпіон Сербії (1):

«Црвена Звезда»: 2021-22
- Володар Кубка Сербії (1):

«Црвена Звезда»: 2021-22